# Helge Kjærulff-Schmidt
Helge Kjærulff-Schmidt (født 22. februar 1906 i Nyborg, død 9. juli 1982 på Frederiksberg) var en dansk skuespiller.
Kjærulff-Schmidt blev student i 1924 og studerede på Det kongelige Teaters elevskole 1927-1929. Sin debut fik han på Betty Nansen Teatret, og han var herefter knyttet til Odense Teater og forskellige teatre i provinsen de næste tre sæsoner. Han indspillede en lang række film, men huskes også for en række reklamefilm, hvor han optrådte som Vitalius.
Herudover er han bl.a. kendt for i 1944 at have sunget visen "Vi er alle i samme båd" i Hornbæk Revyen og huskes sikkert bedst som den tyranniske lærer Andersen i tv-serien Matador, der blev indspillet i perioden 1978-1981. Hans sidste tv-optræden var en birolle i 1. og 2. afsnit af tv-serien Een stor familie (1982).
Han blev Ridder af Dannebrog 1966.
Kjærulff-Schmidt blev i 1929 gift med skuespillerinden Inga Thessen, med hvem han fik sønnen filminstruktøren Palle Kjærulff-Schmidt. Senere blev han gift med korrespondent Grethe Nielsen.
Kjærulff-Schmidt var oprindelig begravet på Bispebjerg Kirkegård, men gravstedet er siden flyttet til Frederiksberg Ældre Kirkegård.

## Filmografi
- Komtessen på Stenholt – 1939
- En lille tilfældighed – 1939
- Sommerglæder – 1940
- En ganske almindelig pige – 1940
- Pas på svinget i Solby – 1940
- En forbryder – 1941
- En mand af betydning – 1941
- Far skal giftes – 1941
- Tante Cramers testamente – 1941
- Tobiasnætter – 1941
- Mine kære koner – 1943
- Bedstemor går amok – 1944
- Lev livet let – 1944
- Far betaler – 1946
- Op med lille Martha – 1946
- Sikken en nat – 1947
- Mens porten var lukket – 1948
- Den opvakte jomfru – 1950
- Dorte – 1951
- Fra den gamle købmandsgård – 1951
- Hold fingrene fra mor – 1951
- Vores fjerde far – 1951
- Kærlighedsdoktoren – 1952
- Vejrhanen – 1952
- Min søn Peter – 1953
- Sukceskomponisten – 1954
- På tro og love – 1955
- Mod og mandshjerte – 1955
- Bruden fra Dragstrup – 1955
- Tre piger fra Jylland – 1957
- Skovridergården – 1957
- Andre folks børn – 1958
- Det lille hotel – 1958
- Styrmand Karlsen – 1958
- Ballade på Bullerborg – 1959
- Paw – 1959
- De sjove år – 1959
- Gymnasiepigen – 1960
- Panik i paradis – 1960
- Den hvide hingst – 1961
- Landsbylægen – 1961
- Løgn og løvebrøl – 1961
- Poeten og Lillemor i forårshumør – 1961
- Landmandsliv – 1965
- Martha – 1967
- Brødrene på Uglegården – 1967
- Min søsters børn vælter byen – 1968
- De røde heste (1968) – 1968
- Mig og min lillebror og Bølle – 1969
- Ballade på Christianshavn – 1971
- Far til fire i højt humør – 1971
- Da Svante forsvandt – 1975
- Olsen-banden på sporet – 1975
- Den ubetænksomme elsker – 1982